# Robert Tijdeman
Robert Tijdeman (Oostzaan, 30 de julho de 1943) é um matemático neerlandês.
Especialista em teoria dos números, é mais conhecido pelo teorema de Tijdeman. É desde 1975 professor de matemática da Universidade de Leiden. Foi presidente da Sociedade Matemática dos Países Baixos, de 1984 a 1986.